# Zouarké
Zouarké és un petit poble que es troba en la regió de Tibesti, a Txad. Està localitzat a 15 km del uadi d'Enneri Zouarké i a 600 km del nord-oest de Faya-Largeau. Es van descobrir jaciments paleolítics.

## Història
Des de 2017, l'Organització Internacional per a les Migracions (OIM) ha establert un punt de vigilància per controlar el moviment dels migrants ja que aquesta localitat ha esdevingut un dels principals llocs de pas d'una de les dues noves rutes de migració per anar a Líbia. Arran de la prohibició del govern txadià d'accedir a les mines d'or a Tibesti des de 2019, Zouarké esdevé també un lloc de recepció de migrants, en concret, de milers de miners que busquen treballar en les mines d'or de les muntanyes de Tibesti i també a Kouri Bougoudi, situat a la frontera amb Líbia. També atrau treballadors d'altres països de l'Àfrica subsahariana. Només el març de 2018, 2.143 persones van travessar la frontera cap al nord. L'OIM ha observat el 98% dels migrants que passen per aquest poble són de nacionalitat txadiana i la resta eren sudanesos, libis i nigerians. A més, només el 3% fugen de la guerra o de la violència i el 9% eren dones. No obstant això, també van detectar que 3.600 van anar a la direcció contrària degut els enfrontaments que s'havien produït a la ciutat libia de Sebha. Hi ha crítiques de la manca de control per part de les forces de seguretat txadianes sobre els fluxos irregulars que passen per Zouarké cap a Líbia.
El dia 20 de juny de 2020, ha hagut greus enfrontaments entre els miners (molts d'ells d'una situació d'irregularitat) i soldats txadians, quan aquests últims realitzaven una missió de vigilància. Es van saldar amb la mort de 44 miners i 21 soldats.
| « | És realment molt preocupant l'augment de la inseguretat en aquesta àrea. Aquesta situació és la conseqüència de la falta d'una administració digna en aquesta província. Fa que els bandits dictin les seves lleis allí | » |
| — Mahamat Nour Ahmat Ibedou, secretari general de la Convenció del Txad per la Defensa dels Drets Humans (CTDDH)., Efe | |   |